# Anthropodizee
Der Begriff Anthropodizee (altgriech. ἄνθρωπος ánthrōpos ‚Mensch‘ und δίκη díkē ‚Gerechtigkeit‘) ist eine relativ junge Wortschöpfung, angelehnt an den älteren Begriff der Theodizee. In der philosophischen Literatur findet er sich kaum vor Mitte des 20. Jahrhunderts. Wer um eine Theodizee bemüht ist, fragt nach einer Rechtfertigung Gottes – seiner Handlungen und Unterlassungen – in Anbetracht der Übel in der Welt. Wer um eine Anthropodizee bemüht ist, fragt nach einer Rechtfertigung des Menschen in Ansehung menschenverursachter Übel. 
Die Frage nach einer Anthropodizee leitet sich aus zwei Hauptaussagen ab: 
1. Mit der Konstatierung, dass es keinen Gott gebe, sind Menschen in vollem Umfang für menschenverursachte Übel verantwortlich.
2. Der an Gott glaubende Mensch kann sagen, Menschen sollen sein, weil Gott sie geschaffen hat. Der Mensch sei da zum Lobe Gottes. Ist ein Seinsollen von Menschen weder in Gott, noch in göttlicher Schöpfung, dem Sein oder in Naturgegebenheiten verankert oder aus diesen ableitbar, so ist, wer Nachkommen hat, für deren sowie die Leiderfahrungen künftiger Generationen mitverantwortlich.

Insbesondere Ereignisse wie die Weltkriege, der Massenmord an den Juden, der Gulag, die Massenmorde in Kambodscha, Ruanda und im Kongo und die offenbare Unfähigkeit der Weltgesellschaft, Massenmorde künftig auszuschließen, scheinen die Position des Antinatalismus nahezulegen. Eine gelungene Anthropodizee wäre somit eine Rechtfertigung der Hervorbringung neuer Menschen im Wissen um bevorstehendes Leid, welches Menschen zugemutet wird, wenn Menschen hervorgebracht werden. Leidende Menschen existieren aber nur dann, wenn neue Menschen hervorgebracht werden. Würden keine neuen Menschen gezeugt, verschwände die Menschheit binnen kurzem von der Erde. Damit entfiele zugleich die Bedingung der Möglichkeit weiterer Massenvernichtungen von Menschen durch Menschen. 
Eine Anthropodizee wäre dann gelungen, wenn sie überzeugende Argumente für die Hervorbringung und das Seinsollen künftiger Menschen präsentieren könnte. Sie hätte anzugeben, wodurch das Leid kompensiert wird, das Menschen erleiden werden, wenn es in Zukunft Menschen gibt. Aus theologisch-christlicher Sicht ist die potentiell zeitlose Liebe für eine solche Kompensation alles zeitlichen Übels geeignet.
Im Allgemeinen scheint keine Anthropodizee ohne eine starke Metaphysik formulierbar. Eine starke Metaphysik sind etwa die philosophische Theologie und die Ontologie (Lehre vom Sein). 
Laut der philosophischen Theologie von Hans Jonas dürfen wir „Gott nicht im Stich lassen“ und auf dem Wege der Nachkommenlosigkeit von der Erde verschwinden. Jonas’ Ontologie kennt einen an den Menschen ergehenden „Ruf des Seins“, den der Mensch zu erhören und als Aufforderung zum Fortbestehen der Menschheit umzusetzen habe.